# Sthelota
Sthelota es un género de arañas araneomorfas de la familia Linyphiidae. Se encuentra en Centroamérica. 

## Lista de especies
Según The World Spider Catalog 12.0:
- Sthelota albonotata (Keyserling, 1886)
- Sthelota sana (O. Pickard-Cambridge, 1898)